# Осона
Осона (итал. Ossona) је насеље у Италији у округу Милано, региону Ломбардија.
Према процени из 2011. у насељу је живело 4134 становника. Насеље се налази на надморској висини од 157 м.

## Становништво
Према резултатима пописа становништва 2011. у општини је живело 4.134 становника.
| 1931. | 1936. | 1951. | 1961. | 1971. | 1981. | 1991. | 2001. | 2011. |
| ----- | ----- | ----- | ----- | ----- | ----- | ----- | ----- | ----- |
| 2.090 | 2.214 | 2.536 | 2.616 | 3.071 | 3.325 | 3.463 | 3.757 | 4.134 |